# Columbellopsis nycteis
Columbellopsis nycteis är en snäckart som först beskrevs av Pierre Louis Duclos 1846.  Columbellopsis nycteis ingår i släktet Columbellopsis och familjen Columbellidae. Inga underarter finns listade i Catalogue of Life.